# 第一次阿拉曼戰役
第一次阿拉曼戰役是第二次世界大戰北非戰場上，軸心國司令埃尔温·隆美尔所指揮的非洲裝甲軍團與英國中東戰場司令克勞德·奧金萊克所統領之英聯邦軍隊在埃及阿拉曼進行之戰役，但因軸心國軍隊在比爾哈凱姆戰役中被阻擊成功，使得英軍有更完善的準備。

## 经过
隨著1942年6月加查拉戰役戰敗後，英國第8軍團從邁爾薩·馬特魯撤退到阿拉曼防線，阿拉曼防線是位于埃及北部地中海沿岸的阿拉曼城與南方卡塔腊洼地之間，長40公里。
7月1日非洲裝甲軍團首先發起進攻，但阿拉曼防線沒有被攻破，英軍阻止了軸心國軍之推進。7月2日隆美尔集中力量在北面進攻，意圖攻破阿拉曼防線。奧金萊克在中路實施反擊但不成功，在南面對義大利軍同時進攻而且比較成功，由於盟軍反撲，隆美尔被迫重組部隊及轉入防禦。
奧金萊克於7月10日再度進攻，攻擊北面之艾沙山，俘虜超過1,000人，隆美尔企圖奪回艾沙山上之陣地但收穫甚微，之後奧金萊克分別於7月14日及7月21日兩度進攻中路的魯維沙特山脊，兩次進攻均失敗。
7月27日奧金萊克分別於艾沙山及米特里亞山脊再度進攻，進攻北面之艾沙山只有輕微損失，但南面進攻米特里亞山岭之行動，因德軍地雷區未被清除及德軍之抵抗而遭受慘重損失。
英國第8軍團之物資消耗巨大，7月31日奧金萊克命令轉入防禦。
第一次阿拉曼戰役是一場消耗戰，但隆美尔企圖奪取亞歷山卓港之努力失敗，之後隆美尔於8月份在阿拉姆哈勒法戰役中嘗試攻破英聯邦軍隊之防缐失敗。10月份第8軍團在後任司令伯納德·勞·蒙哥馬利指揮下，在第二次阿拉曼戰役中決定性打敗軸心國軍。

## 參照
- 第二次阿拉曼战役